# Богданов, Василий Фёдорович (балетмейстер)
Васи́лий Фёдорович Богда́нов (14 ноября 1924, с. Круглое, Воронежская губерния — 25 сентября 2014, Нововоронеж) — русский советский танцор, хореограф, балетмейстер. Заслуженный деятель искусств Чувашской АССР (1962).

## Биография
Работал в танцевальной группе Воронежского русского народного хора (1946—1948), затем в Государственном ансамбле народного танца СССР И. А. Моисеева (1948—1951).
В 1959 году окончил балетмейстерский факультет Государственного института театрального искусства. В 1959—1960 годах — балетмейстер Чувашского государственного ансамбля песни и танца.
В 1960—1975 годах — главный балетмейстер Чувашского государственного музыкального театра. Создал балетную студию театра, ставил как танцы в спектаклях, так и отдельные танцевальные номера. Участвовал в создании первого национального балета Ф. С. Васильева «Сарпике».
В 1976—1977 годах преподавал в Воронежском институте искусств. В последующие годы руководил любительскими танцевальными коллективами (1977—1984), работал в Воронежском областном центре народного творчества (1984—1996).
Умер в Нововоронеже 25 сентября 2014 года.

## Награды
- Заслуженный деятель искусств Чувашской АССР (1962)[3][4].